# Vệ hài Appleton
Vệ hài Appleton hay vệ hài đài trắng, hài Thái (danh pháp khoa học Paphiopedilum appletonianum) là một loài lan phân bố từ đảo Hải Nam đến khu vực Đông Dương.

## Đồng nghĩa
Cypripedium appletonianum Gower là basionym. Các từ đồng nghĩa khác có:
- Cypripedium wolterianum Kraenzl.
- Paphiopedilum wolterianum (Kraenzl.) Pfitzer
- Cordula appletoniana (Gower) Rolfe
- Paphiopedilum hookerae ssp. appletonianum (Gower) M.W.Wood
- Paphiopedilum hainanense Fowlie
- Paphiopedilum appletonianum var. immaculatum Braem
- Paphiopedilum robinsonii f. viride Braem
- Paphiopedilum appletonianum f. immaculatum (Braem) Braem
- Paphiopedilum appletonianum var. hainanense (Fowlie) Braem
- Paphiopedilum cerveranum Braem
- Paphiopedilum cerveranum f. viride (Braem) Braem
- Paphiopedilum appletonianum f. album Asher ex O.Gruss
- Paphiopedilum tridentatum S.C.Chen & Z.J.Liu
- Paphiopedilum angustifolium R.F.Guo & Z.J.Liu
- Paphiopedilum puberulum S.P.Lei & J.Yong Zhang

## Đặc điểm sinh học
- Cây mọc thành bụi nhỏ trên đất mùn.
- Thân rất ngắn, chìm dưới đất.
- Lá hình thuôn, dài tới 22 cm, rộng 2 – 4 cm, xếp 2 dãy, đầu nhọn lệch, màu lục bóng, mặt trên có nhiều đốm nhỏ màu lục nhạt. Cụm hoa thường có một hoa, có cuống chung màu đỏ, dài 17 – 45 cm, mảnh, phủ lông ngắn. Lá bắc hai, 1 lá to, dài 3 – 4 cm, 1 lá nhỏ, hình mác nhọn.
- Hoa màu tím lục, đường kính 8 – 10 cm. Lá đài trên hình trứng rộng, màu lục với các chấm màu hồng ở gốc, dài 3,5 - 3,8 cm, mép ở phần trên quăn vào trong, mép ở phần dưới quăn ra ngoài. Lá đài dưới hình trứng, rất nhỏ, màu lục nhạt, có 3 răng nhỏ ở đỉnh. Cánh hoa hình thìa, dài 5 - 5,5 cm, rộng 2,5 cm, thuôn, đỉnh có 2 - 3 răng nhỏ, từ gốc ra đến giữa mép lượn sóng nhăn nheo, có 13 - 14 chấm màu nâu thẫm, đầu có màu tím hồng. Cánh môi hình mũ sâu, màu tím lục, dài 4 cm, mép màu vàng lục, có vài vết lục ở phía trước, mặt trong có lông, miệng có 4 thùy hình tam giác. Nhị lép gần hình tròn, dài 0,7 cm, có đầu lõm.
- Sinh sản: bằng hạt và chồi. Mùa hoa tháng 1 - tháng 2.

## Hình ảnh

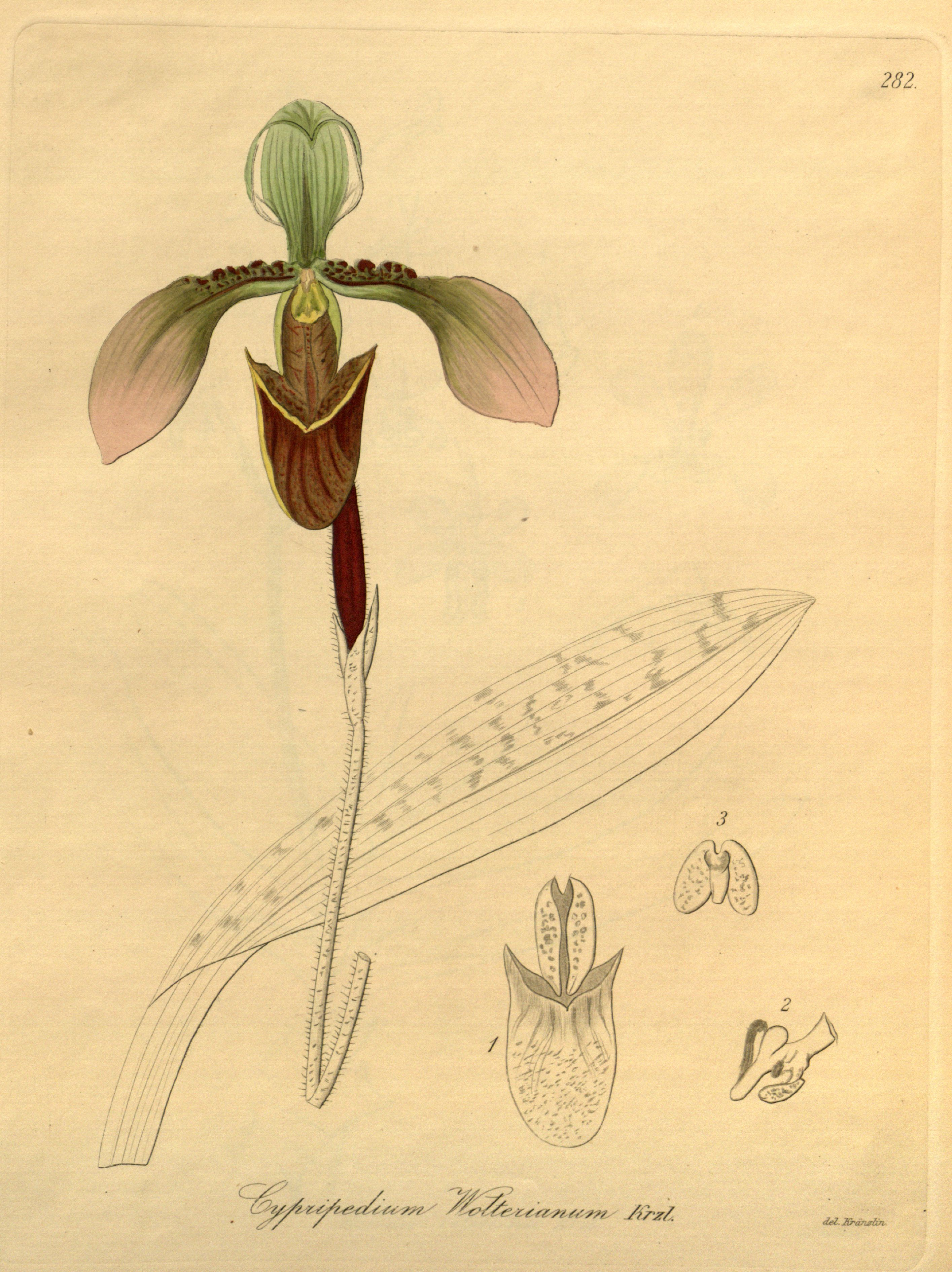
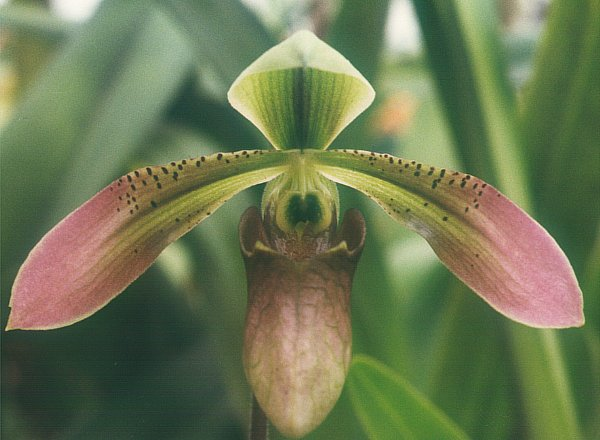
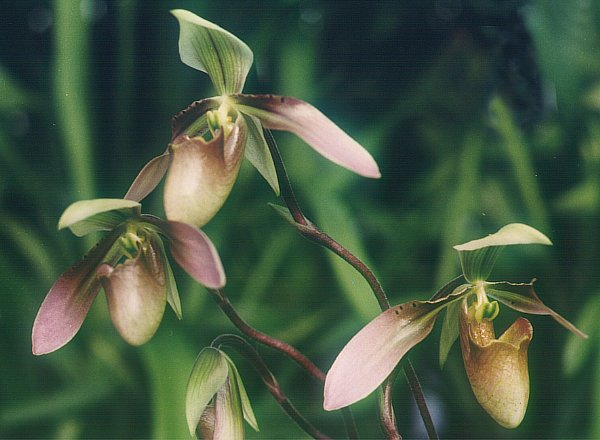
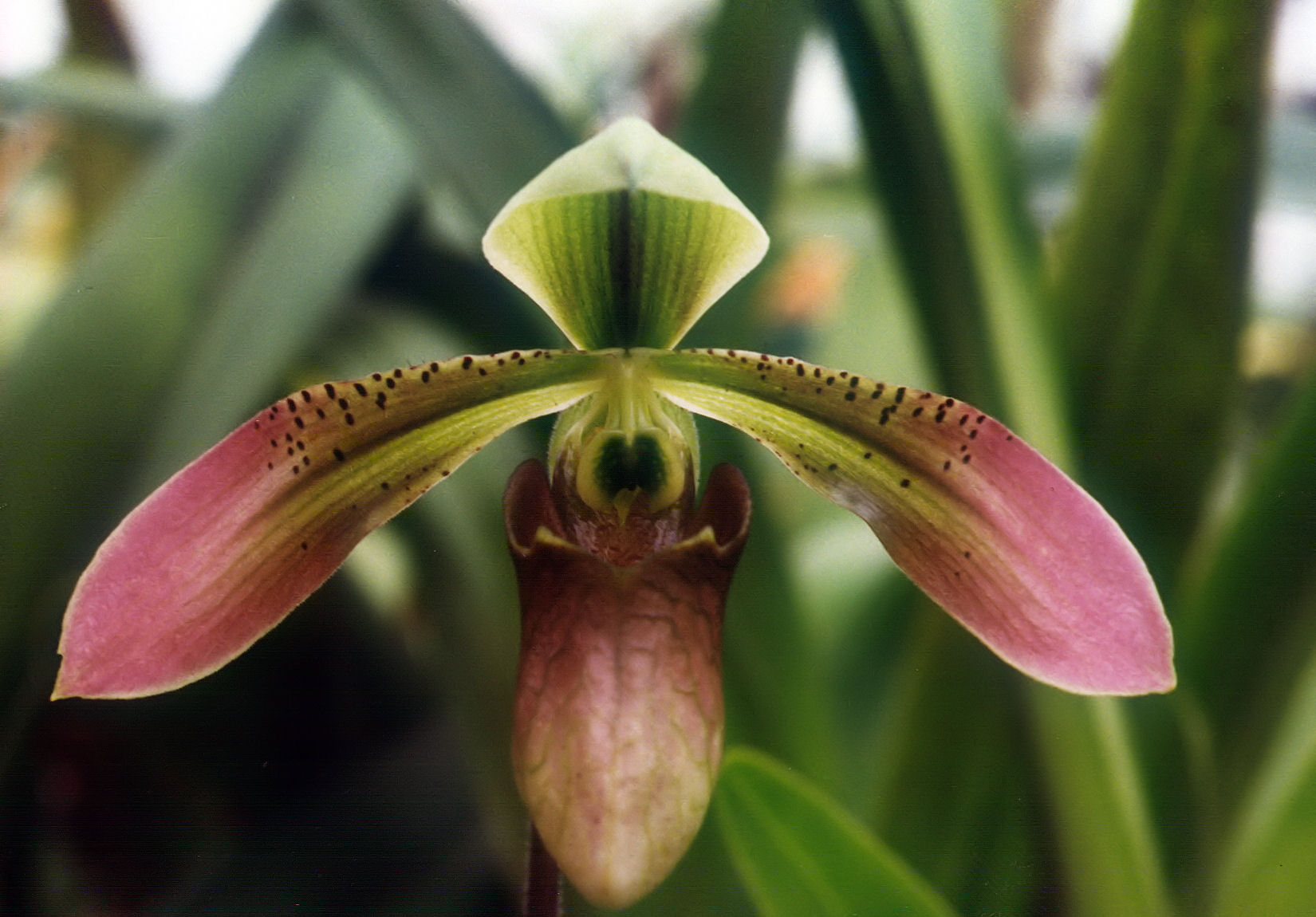